# Landkreis Nordvorpommern
Nordvorpommern var en landkreis i den nordlige del af den tyske delstat Mecklenburg-Vorpommern, der eksisterede fra 1994 til 2011. Den var beliggende ved kysten af Østersøen, tæt på byen Stralsund. Andre nabokreise var Ostvorpommern, Demmin, Güstrow og Bad Doberan. 

## Geografi
Kysten er karakteriseret af den langstrakte halvø Darß. Mellem Darß og fastlandet er der en lavvandet lagune, Darß-Zingster Boddenkette hvoraf en del, ligesom halvøen, er en del af Nationalpark Vorpommersche Boddenlandschaft.

## Historie
Nordvorpommern var den vestligste del af Pommeren. Indtil 1819 var området svensk, derefter preussisk med navnet Neuvorpommern. Landkreisen blev oprettet i 1994 ved at sammenlægge kreisene Grimmen, Ribnitz-Damgarten og Stralsund. Under landkreisreformen i 2011 blev landkreisen lagt sammen med Landkreis Rügen og byen Stralsund til den nye Landkreis Vorpommern-Rügen.

## Byer og kommuner
| Amtsfrie byer        | Amtsfrie kommuner      |
| -------------------- | ---------------------- |
| 1. Grimmen 2. Marlow | 1. Süderholz 2. Zingst |

| Amter | Amter | Amter |
| --- | --- | --- |
| - 1. Altenpleen 1. Altenpleen1 2. Groß Mohrdorf 3. Klausdorf 4. Kramerhof 5. Preetz 6. Prohn - 2. Barth 1. Bartelshagen 2. Barth1, 2 3. Divitz-Spoldershagen 4. Fuhlendorf 5. Karnin 6. Kenz-Küstrow 7. Löbnitz 8. Lüdershagen 9. Pruchten 10. Saal 11. Trinwillershagen - 3. Darß/Fischland 1. Ahrenshoop 2. Born1 3. Dierhagen 4. Prerow 5. Wieck am Darß 6. Wustrow | - 4. Franzburg-Richtenberg 1. Franzburg1, 2 2. Glewitz 3. Gremersdorf-Buchholz 4. Millienhagen-Oebelitz 5. Papenhagen 6. Richtenberg² 7. Splietsdorf 8. Velgast 9. Weitenhagen 10. Wendisch Baggendorf - 5. Miltzow 1. Behnkendorf 2. Brandshagen 3. Elmenhorst 4. Horst 5. Kirchdorf 6. Miltzow1 7. Reinberg 8. Wilmshagen 9. Wittenhagen | - 6. Niepars 1. Groß Kordshagen 2. Jakobsdorf 3. Kummerow 4. Lüssow 5. Neu Bartelshagen 6. Niepars1 7. Pantelitz 8. Steinhagen 9. Wendorf 10. Zarrendorf - 7. Recknitz-Trebeltal 1. Bad Sülze² 2. Dettmannsdorf 3. Deyelsdorf 4. Drechow 5. Eixen 6. Grammendorf 7. Gransebieth 8. Hugoldsdorf 9. Lindholz 10. Tribsees1, 2 - 8. Ribnitz-Damgarten 1. Ahrenshagen-Daskow 2. Ribnitz-Damgarten1, 2 3. Schlemmin 4. Semlow |
| 1seat of the Amt; ²town | | |

- Wikimedia Commons har flere filer relateret til Landkreis Nordvorpommern

54°10′N 12°50′Ø / 54.17°N 12.83°Ø